# Рєзник Ліпа Борухович
Лі́па (Ліпе) Бору́хович Рє́зник (* 15 липня 1890, Чорнобиль — †5 квітня 1944) — єврейський письменник (поет, драматург, перекладач).

## Біографія
У Києві Рєзник жив у будинку Роліт (робітників літератури), заселеному в грудні 1934 року (тодішня адреса — Леніна, 68). Мешкав на третьому поверсі в під'їзді № 2 у квартирі 16. Разом із Рєзником до РОЛІТу переїхали дружина Соня і 7-річний син Ефраїм, якого у дворі звали просто Фрам.
22 червня 1941 року почалася радянсько-німецька війна. Як і всі, «ролітівці» дізналися про це з радіовиступу В'ячеслава Молотова опівдні. Проте про початок війни ще задовго до виступу Молотова довідався Рєзник. Він чудово знав німецьку мову й часто-густо тайкома слухав німецьке радіо. Буквально за годину після вторгнення, тобто близько п'ятої години ранку, німецькі диктори сповістили про початок нової війни на Сході і про те, що на чотири радянські міста, серед них і Київ, скинули бомби. Ділитися з будь-ким такими новинами було небезпечно — «панікера» і «провокатора» могли розстріляти. Під великим секретом Рєзник повідомив страшну звістку тільки своєму близькому другові Іцику Кіпнісу.
Рєзник помер 1944 року в евакуації в Казахстані.

## Творчість
Рєзник починав як поет-символіст (збірки «У блідих світанках», 1921; «Оксамит», 1922). Однак утвердження радянської влади змусило поета звернутися до реалізму, оспівувати події громадянської війни, образи комсомольців, червоноармійців, Леніна («Панцирник „Гевітер“», ліричний цикл «Олімпіада» та інші). Рєзник став одним із фундаторів поезії на їдиш в Радянському Союзі.
П'єси Рєзника неодноразово ставилися на сценах єврейських театрів не лише в Україні.
- Збірки віршів:
  - «Батьківщина» (1929),
  - «Світанок» (1935),
  - «Слава» (1939).
- П'єси:
  - «Повстання» (1928),
  - «Доня» (1938).

Перекладав твори українських поетів.
Українською мовою видано книгу Рєзника «Рекрут» (1936).